# Le Suspect (roman de Simenon)
Pour les articles homonymes, voir Le Suspect.
Le Suspect est un roman policier de Georges Simenon paru en 1938.

## Résumé
Pierre Chave, déserteur et interdit de séjour en France reçoit chez lui, à Schaerbeek, la visite d'Arthur Baron. Tous deux font partie d'un groupe anarchiste parisien qui dévie vers l'action directe depuis qu'un certain K... y a pris de l'importance.
Baron apprend à Chave que le groupe a décidé de faire sauter une usine d'avions à Courbevoie. Celui qui a été désigné pour cette dangereuse mission est Robert, le protégé de Chave. Ce dernier, bien qu'interdit de séjour en France (il est déserteur), se précipite à Courbevoie afin d'empêcher un acte criminel que son idéalisme réprouve.
Lucide et prudent, il cherche Robert avec obstination. Il ignore que la police a été avertie par une lettre anonyme de la préparation de l'attentat, mais s'aperçoit que les lieux sont étroitement gardés. Lors d'un contact téléphonique avec un membre du groupe, Chave devine qu'on le soupçonne d'être de mèche avec la police. Il n'en est que plus résolu à empêcher le coup, tout en sachant qu'il prend des risques des deux côtés. 
Grâce à l'amie de Robert, il découvre enfin sa cachette, mais, tous les membres du groupe ayant été arrêtés, Robert refuse de croire à l'innocence de Chave et se prépare à commettre l'attentat. Après une scène pathétique, Chave, déjouant la surveillance dont il est l'objet, s'empare de la bombe camouflée dans un thermos et, au terme d'une course folle, va jeter l'engin dans la Seine. Il rentre ensuite à son domicile de Schaerbeek, faubourg de Bruxelles, met la police au courant de son geste et reprend sa vie comme si rien ne s'était passé.

## Analyse
La longue errance de Chave entre policiers et anarchistes, pour retrouver l’ami dont il se sent responsable et qu’il veut sauver à tout prix, revêt l’allure d’une enquête au cours de laquelle le héros prend conscience des traits réels du terrorisme.

## Fiche signalétique de l'ouvrage

### Cadre spatio-temporel

#### Espace
- Schaerbeek (Bruxelles)
- Courbevoie
- Puteaux

#### Temps
Époque contemporaine.

### Personnages
- Pierre Chave, français d'âge mûr, établi à Schaerbeek. Régisseur de théâtre. Marié, un jeune fils. Membre d'un groupe anarchiste.
- Marie, épouse de Pierre Chave
- Robert, jeune anarchiste, garçon de courses dans un journal parisien
- K…, anarchiste d’origine slave, 30 ans
- Meulemans, commissaire

## Éditions
- Édition originale : Gallimard, 1938
- Folio Policier, n° 54, 1999  (ISBN 978-2-07-040803-0)
- Tout Simenon, tome 21, Omnibus, 2003  (ISBN 978-2-258-06106-4)
- Romans durs, tome 3, Omnibus, 2012  (ISBN 978-2-258-09357-7)
- Romans durs, tome 3, Omnibus, 2023  (ISBN 978-2-258-20260-3)

## Adaptation
- Le Suspect, téléfilm français d'Yves Boisset (1989), avec Jean-Pierre Bisson, Marie-Pierre de Gérando et Simon de La Brosse

## Source
- Maurice Piron, Michel Lemoine, L'Univers de Simenon, guide des romans et nouvelles (1931-1972) de Georges Simenon, Presses de la Cité, 1983, p. 78-79  (ISBN 978-2-258-01152-6)